# Batería de Santa Clara

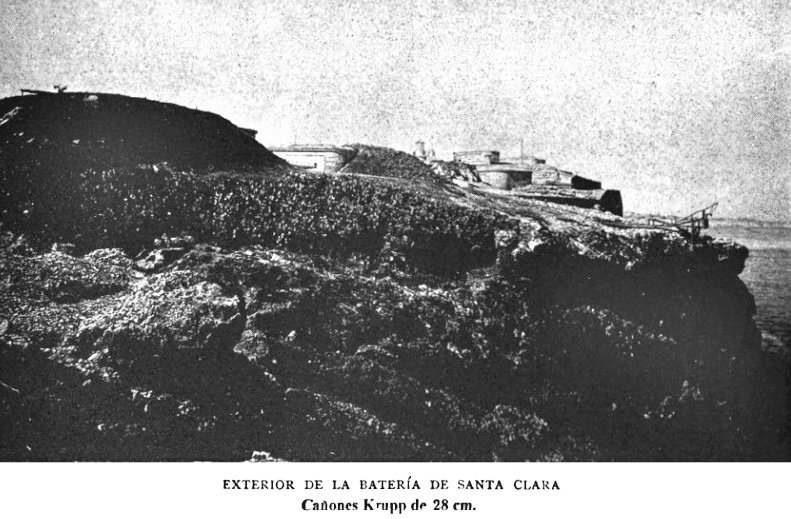
Batería de Santa Clara, La Habana, Cuba.

La Batería de Santa Clara,con sus dos baterías costeras sobrevivientes, un cañón Ordóñez HSE Modelo 1892 calibre 305mm (12") y un Krupp de 280mm (11"), se encuentra emplazada en la saliente de la colina sobre la que se encuentra construido el Hotel Nacional de Cuba, en El Vedado, La Habana. La UNESCO incluyó la batería en 1982[cita requerida], junto a La Habana Vieja y todas sus demás fortificaciones, en su lista de Patrimonio de la Humanidad. Hay un pequeño museo dedicado a la Crisis de los Misiles de 1962 cerca de la batería. Durante dicha crisis, Fidel Castro y el Che Guevara establecieron su cuartel general en ese lugar para preparar laa defensa de La Habana contra los ataques aéreos. El museo se encuentra dentro de los túneles conocidos como la Cueva Taganana, por la colina donde está emplazada la batería.

## Historia
La primera batería ubicada en este sitio se construyó entre 1797 y 1799, y fue bautizada con ese nombre en honor a Juan Procopio Bassecourt y Bryas, Conde de Santa Clara, Gobernador español de Cuba entre 1796 y 1799. La batería fue modernizada en 1895, cuando recibió nuevos cañones. Fue dotada con tres cañones Krupp de 11" y dos cañones Ordóñez de 12", así como dos Cañones de tiro rápido Nordenfelt para la defensa a corto alcance. También quedaban algunas piezas viejas y obsoletas, incluyendo ocho howitzers de 8", que pueden haber sido howitzers sunchado de 210mm (8.3").
El 7 de mayo de 1898, durante la Guerra hispano-estadounidense, los españoles atrajeron al USS Vicksburg y al US Revenue Cutter USRC Morrill 1889 para que persiguieran una nave española hasta quedar bajo el alcance de la batería. La batería disparó demasiado pronto contra las naves estadounidenses, las cuales pudieron escapar sin recibir daños. Posteriormente, el 13 de junio, el cañón Krupp disparó contra el crucero protegido (blindado) USS Montgomery a un rango de 9000 metros, sin poder dañar tampoco dicha nave.
Tras la Guerra hispano-estadounidense, las tropas estadounidenses se establecieron en el lugar y construyeron cuarteles militares, los cuales fueron demolidos entre 1928 y 1929 para construir el hotel.